# Сідлово-зчіпний пристрій

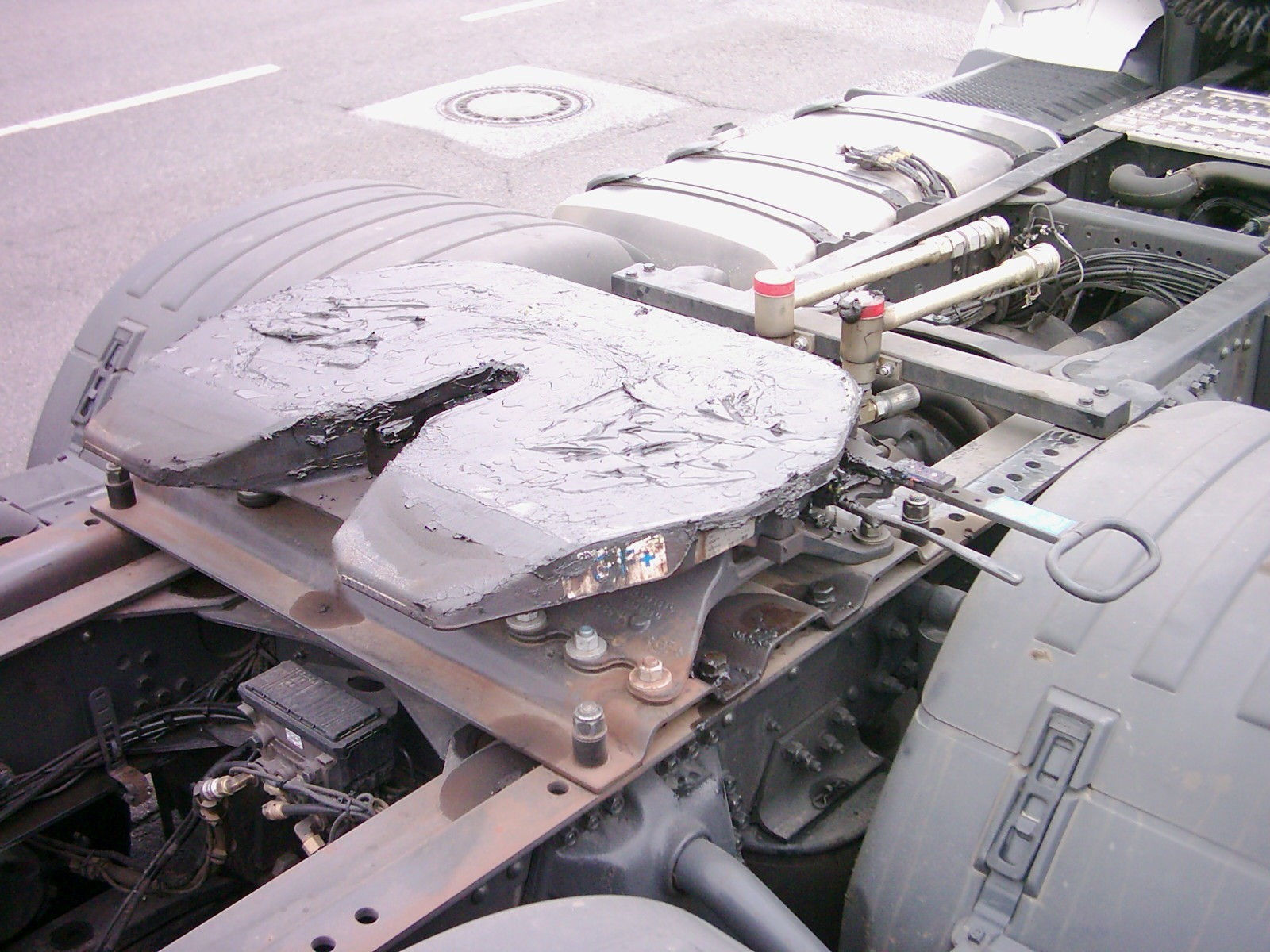
Сідлово-зчіпний пристрій на тягачі.

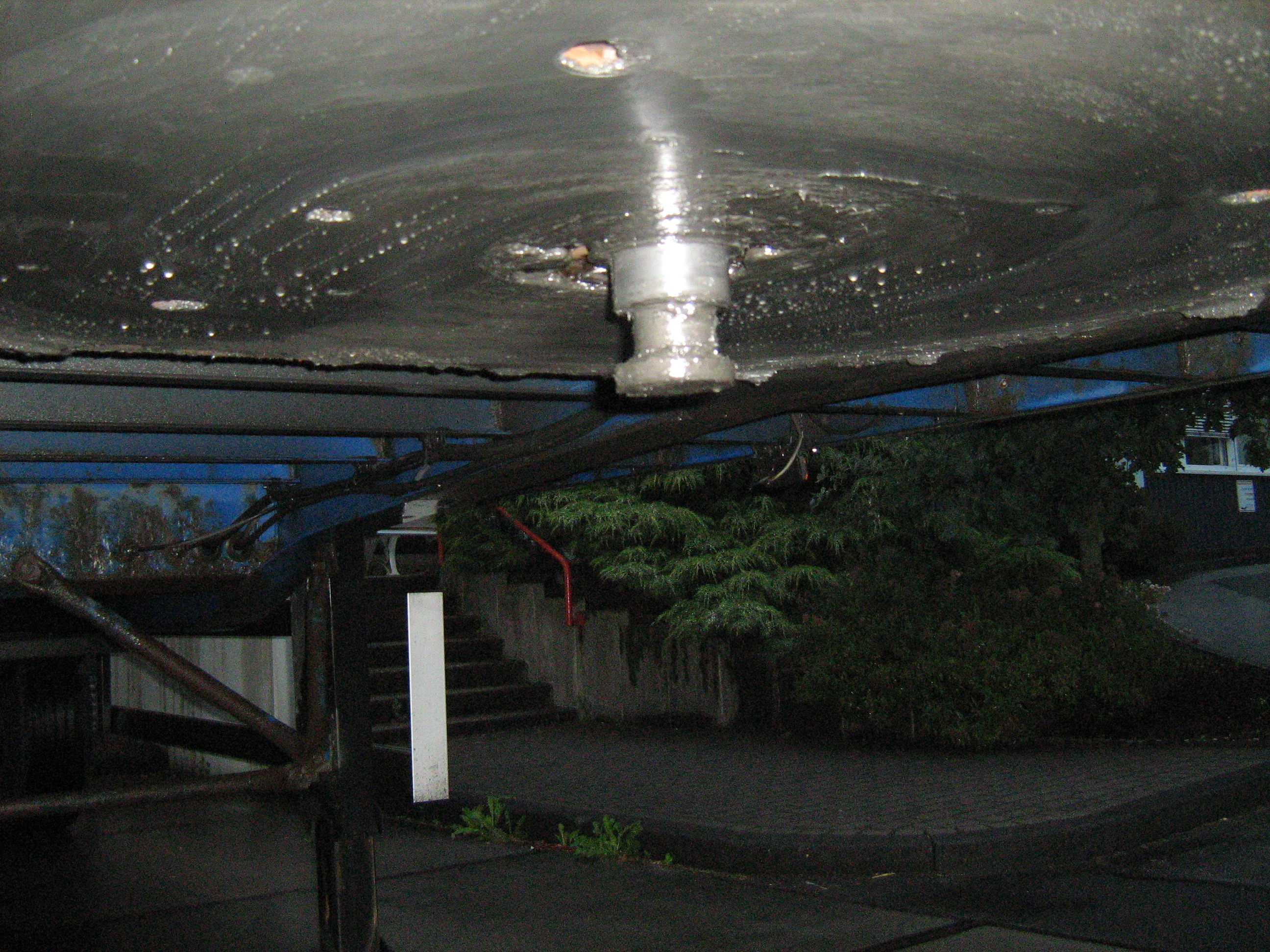
Шкворень на напівпричепі.

Сідлово-зчіпний пристрій («сідло» або «п'яте колесо» у просторіччі) — забезпечує стикування (зчіплення) напівпричепа з тягачом, приймаючи на себе частину маси напівпричепа.
За його наявності тягачі називають сідловими.

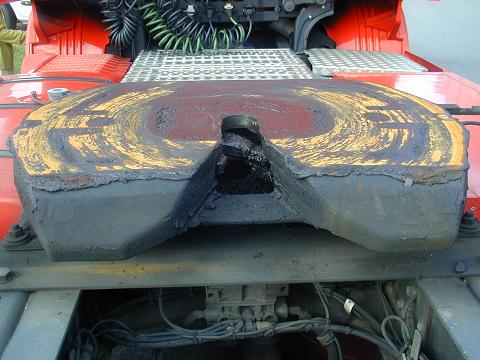
Сідлово-зчіпний пристрій на тягачі.

## Пристрій
Являє собою вантажонесучу плиту, що має одну (в поздовжній площині) або два (в поздовжній та поперечній площинах) ступеня свободи, з кутовим прорізом для входження встановленого на опорній поверхні напівпричепа шворня, який служить для зчеплення напівпричепа з тягачом, а також є віссю зламу автопоїзда у повороті. Механізм зчеплення-фіксації розташований під опорною плитою.

## Різновиди
В даний час використовуються сідлово-зчіпні пристрої з безпроміжковою фіксацією. Це виключає ударні навантаження під час руху та підвищує термін служби сідлового автомобільного поїзда загалом. Найчастіше використовують шворні діаметром два дюйми (50,8 мм). Для магістральних перевезень кращі сідла з одним ступенем свободи — поздовжнього. Це підвищує стійкість зчіпки у поворотах. Відповідно до існуючої транспортної практики наявність поперечного ступеня свободи визначається замовником, виходячи з реальних умов експлуатації автомобільних поїздів.
Євротягачі на низькому шасі, також інколи мають підйомні сідлово-зчіпні пристрої, для транспортування напівпричепів зі стандартною висотою шасі.
Для американських тягачів характерна можливість переміщення сідельно-зчіпного пристрою вздовж рами зміни розподілу маси напівпричепа по осях тягача.